# Hinoue Itaru
Hinoue Itaru (樋上 いたる) (sinh ngày 1 tháng 3) là một nữ họa sĩ người Nhật đến từ tỉnh Osaka, Nhật Bản và là một trong những thành viên chủ chốt của công ty Key. Việc chọn bút danh của Hinoue chịu ảnh hưởng từ manga C của Kitagawa Shō, với nhân vật chính tên là Amano Itaru (天野 格). Trước khi thành lập Key, Hinoue làm việc cho công ty Tactic, ở đây bà đã giúp một tay trong việc sản xuất ba visual novel là Dōsei, MOON. và ONE ~Kagayaku Kisetsu e~. Sau khi Key ra đời, Hinoue đã trở nên nổi tiếng với ba tựa game Kanon, AIR và CLANNAD. Hinoue cũng tham gia thực hiện một dōjinshi với biệt danh "Soldier Frog" (Chiến binh Ếch).

## Sự nghiệp
Hinoue đã vào trường dạy nghề để có thể trở thành một nghệ sĩ chuyên nghiệp sau khi chịu ảnh hưởng của cuốn visual novel dành cho người lớn có tên Dōkyūsei của ELF. Một trong những công việc với các visual novel đầu tiên của bà là vẽ cho Tamago Ryōri của Bon Bin Pompon năm 1996, nhưng sau đó ít lâu bà chuyển sang làm cho Tactic thuộc sở hữu của công ty Nexton. Tại đó bà là chỉ đạo nghệ thuật của ba trò chơi: Dōsei, MOON. và ONE ~Kagayaku Kisetsu e~. Sau khi hoàn thành ONE, bà cùng nhiều nhân viên thực hiện MOON. và ONE, trong đó có Maeda Jun, Orito Shinji, Hisaya Naoki và OdiakeS, đã rời Tactic và đến làm việc cho công ty phát hành trò chơi điện tử Visual Art's, nơi họ cùng nhau thành lập Key (một công ty con thuộc quyền Visual Art's). Tại Key, Hinoue là chỉ đạo nghệ thuật duy nhất cho ba tựa game đầu tiên của họ là Kanon, AIR và CLANNAD, nhưng đã không tham gia vào hai game kế tiếp là planetarian ~Chiisana Hoshi no Yume~ và Tomoyo After ~It's a Wonderful Life~. Với tựa game thứ sáu của Key là Little Busters! phát hành tháng 7 năm 2007, Hinoue đã chia sẻ vị trí chỉ đạo nghệ thuật với Na-Ga, mặc dù Na-Ga chuyên về thiết kế nhân vật hơn; việc này tiếp tục được tái diễn trong Little Busters! Ecstasy và Kud Wafter, hai game tiếp theo của công ty. Ngoài Key, Hinoue còn là chỉ đạo nghệ thuật cho một visual novel thể loại yaoi là Bokura wa Minna, Koi o suru của công ty Pekoe, cũng thuộc quyền Visual Art's vào năm 2006. Năm 2007, Hinoue đã cung cấp mẫu thiết kế đồng phục và mẫu thiết kế nhân vật (với năm thiết kế khác nhau) cho năm nhân vật của Drama CD theo phong cách moe dành cho người lớn của dòng School Heart's thực hiện bởi Mana, một chi nhánh của Visual Art's. Vào đầu tháng 12 năm 2007, Hinoue là một trong ba người (hai người kia là đồng nghiệp Orito Shinji của bà và một người phụ nữ đến từ công ty Pekoe tên Chiro) xuất hiện trong một chương trình radio trên internet giới thiệu các dự án được thực hiện bởi Key mang tên Key Net Radio. Thính giả có thể gửi những cảm nghĩ và bất cứ đề xuất nào của họ về chương trình, tất cả cùng với các câu hỏi sẽ được đưa lên tổng đài. Hinoue đã hoàn thành tựa game thứ chín của Key là Rewrite vào năm 2011, công việc của bà là lên kế hoạch và chỉ đạo nghệ thuật cho trò chơi.

## Phong cách nghệ thuật và tiếp nhận
Hinoue Itaru có một phong cách nghệ thuật rất riêng về khâu thiết kế nhân vật, dù đã phát triển qua nhiều năm nhưng bà vẫn trung thành với phong cách của mình. Các nhân vật của bà có mũi và miệng rất nhỏ cũng như gần nhau, điều đó sẽ làm cho khoảng cách từ miệng đến cắm khá lớn. Để bù lại các nhân vật có đôi mắt rất lớn và cách nhau khá xa làm cho khuôn mặt trở nên cân đối. Các chi của nhân vật thường được thiết kế dài và mảnh khảnh để kết hợp với một thân hình thon thả. Nói chung với phong cách độc đáo này mà nhân vật nữ do bà thiết kế thường được cho là rất moe. Những phong cách đặc trưng của bà được người hâm mộ gọi là "Itaru-e" (いたる絵 có nghĩa là "nét vẽ của Itaru"). Bà rất giỏi trong việc vẽ biểu hiện tâm lý nhân vật thông qua nét mặt của họ. Phong cách của bà sử dụng trong các nội dung khêu gợi cũng được xem là rất đặc biệt. Có thể thấy rõ phong cách nghệ thuật đặc trưng của bà từ năm 2006 trở đi, chẳng hạn như trong Little Busters!, các nét vẽ của bà đã trở nên rất nổi tiếng cho dù nó có bị bỏ sót hay cải thiện.
Ngay trước khi CLANNAD được phát hành, hai bức ảnh có chữ ký của Hinoue đã được đưa lên trang web đấu giá của Yahoo! tại Nhật Bản. Mức giá khởi đầu của mỗi tấm ảnh là 1¥ (khoảng 0,01$). Bức đầu tiên có sự chú ý đấu giá của 48 người đã bán được với mức giá 479.000¥ (khoảng 4.300$), bức thứ hai 113 lượt đấu giá với giá bán là 531.000¥ (khoảng 4.800$). Tấm ảnh thứ hai đã xếp hạng thứ 6 trong những vật đắt nhất từng được bán ở trang đấu giá của Yahoo! từ tháng 4 năm 2001 và ảnh thứ nhất đứng thứ 14. Một chiếc áo thun có hình nhân vật Kurugaya Yuiko trong Little Busters! cùng chữ ký của Hinoue được đưa vào đấu giá trên Yahoo! với giá khởi điểm là 10¥ (khoảng 0,10$) đã thu hút 68 người đấu giá và bán được với mức giá 1.300.000¥ (khoảng 13.000$). Chiếc áo này ban đầu được bán tại Key 10th Memorial Fes, một sự kiện kỷ niệm 10 năm thành lập Key tổ chức từ ngày 28 tháng 2 đến ngày 1 tháng 3 năm 2009.
Hinoue là một trong những họa sĩ nổi bật đã vẽ một pin-up cho manga Kannagi. Tấm hình này được phát hành trong tập 3, nó được vẽ với sự cộng tác của tác giả bộ manga này là Takenashi Eri. Hinoue cũng cung cấp một số hình ảnh dùng cho phần kết thúc trong tập phim thứ tư của bộ anime Kannagi này.
Các tập Artbook vẽ bởi Hinoue đã được Key xuất bản vào ngày 28 tháng 2 năm 2009 với số lượng giới hạn trong sự kiện Key 10th Memorial Fes đánh dấu 10 năm thành lập của Key. Cuốn sách White Clover: Itaru Hinoue Art Works nằm ở ngay phần đầu của danh sách với số 00001 là món đồ đắt nhất nhất được bán trong sự kiện đó với không chỉ 170 trang hình vẽ các nhân vật đã từng xuất hiện trong các visual novel của Key mà còn có những bức hình trong các tác phẩm khác được vẽ bởi Hinoue như ONE ~Kagayaku Kisetsu e~. Sau khi được phát hành thì cuốn sách này bị phát hiện có một vài cuốn bị lỗi như thiếu trang hay các trang nằm lộn xộn không theo thứ tự hoặc nét vẽ bị lem khi in của một số bức ảnh. Cuốn sách này được tái xuất bản và bán trên thị trường ngày 26 tháng 6 năm 2009 với một hình bìa khác.